# John Bent
John Peale „Johnny, Pleasure” Bent (Eagles Mere, Pennsylvania, 1908. augusztus 5. – Lake Forest, Illinois, 2004. június 5.) olimpiai ezüstérmes amerikai jégkorongozó, katona.
A Yale Egyetemen jégkorongozott. 1926-ban diplomázott. Az 1932. évi téli olimpiai játékokon, a jégkorongtornán, Lake Placidban, játszott a amerikai jégkorong-válogatottban. Csak négy csapat indult. Oda-visszavágós rendszer volt. A kanadaiaktól kikaptak 2–1-re, majd 2–2-es döntetlent játszottak. A németeket 7–0-ra és 8–0-ra győzték le, végül a lengyeleket 5–0-ra és 4–1-re verték. Ez az olimpia világbajnokságnak is számított, így világbajnoki ezüstérmesek is lettek. Mind a 6 mérkőzésen játszott és 3 gólt ütött, valamint 1 asszisztot adott.
15 hónapot szolgált a második világháborúban repülőgép-hordozókon. Hadnagy volt a rangja. Kitüntették bronzcsillaggal és Bíbor Szívvel. A háború után az üzleti életben tevékenykedett.